# Зерикла (река)
Зерикла — река в России, протекает по Абдулинскому району Оренбургской области. Длина реки составляет 11 км, площадь водосборного бассейна 46,5 км².
Начинается у села Зерикла, течёт в общем восточном направлении. Устье реки находится в 25 км по правому берегу реки Тирис в селе Новый Тирис.

## Данные водного реестра
По данным государственного водного реестра России относится к Камскому бассейновому округу, водохозяйственный участок реки — Ик от истока и до устья, речной подбассейн реки — бассейны притоков Камы до впадения Белой. Речной бассейн реки — Кама.
Код объекта в государственном водном реестре — 10010101312111100027711.